# Neil MacCormick
Sir Donald (Neil) MacCormick (ur. 27 maja 1941 w Glasgow, zm. 5 kwietnia 2009 w Edynburgu) – brytyjski i szkocki prawnik, profesor nauk prawnych, polityk, od 1999 do 2004 poseł do Parlamentu Europejskiego V kadencji.

## Życiorys
Absolwent High School of Glasgow, studiował następnie filozofię na Uniwersytecie w Glasgow i prawo w Balliol College w Oksfordzie. Na Uniwersytecie w Edynburgu uzyskał stopień doktora praw. Od 1972 do 2008 był profesorem prawa publicznego i prawa naturalnego na tym uniwersytecie. Zajmował stanowiska dziekana Wydziału Prawa (1973–1976, 1985–1988) oraz Wydziału Nauk Społecznych (1993–1997). Pod koniec lat 90. pełnił funkcję zastępcy rektora ds. międzynarodowych.
Uzyskał członkostwo m.in. w Royal Society of Edinburgh i w British Academy, otrzymał doktoraty honoris causa różnych uczelni krajowych i zagranicznych. Był autorem prac naukowych z zakresu teorii prawa i politologii.
W 1978 został członkiem narodowego komitetu wykonawczego Szkockiej Partii Narodowej. Między 1979 a 1997 pięciokrotnie kandydował bez powodzenia do Izby Gmin. W 1999 z ramienia swojego ugrupowania uzyskał mandat posła do Parlamentu Europejskiego. Był członkiem frakcji zielonych i regionalistów, pracował w Komisji Prawnej i Rynku Wewnętrznego. W PE zasiadał do 2004, reprezentując m.in. Europarlament w Konwencie Europejskim. Później był doradcą szkockiego rządu ds. europejskich.
Zmarł na raka 5 kwietnia 2009.